# Armatura (musica)
Nella notazione musicale, l'armatura di chiave è l'insieme delle alterazioni poste subito dopo la chiave. Queste alterazioni (dette d'impianto o in chiave) durano per tutto il brano e nella musica occidentale tonale vengono segnate in un ordine convenzionale prestabilito e derivante dal circolo delle quinte: Fa, Do, Sol, Re, La, Mi, Si per i diesis, e nell'ordine inverso (Si, Mi, La, Re, Sol, Do, Fa) per i bemolli.
L'armatura di chiave ha per il musicista un doppio significato, pratico e teorico:
- Osservandola, il musicista sa quali note dovranno essere suonate alterate per tutta la durata del brano. Se ad esempio sulla riga del Si è annotato, subito dopo la chiave, un bemolle, dovrà ricordarsi di suonare tutti i Si del brano (in qualsiasi ottava si trovino) in modo che siano alterati di mezzo tono più in basso.
- Il numero delle alterazioni permette inoltre al musicista (o al teorico) di determinare la tonalità in cui il brano è stato scritto. Se non c'è nessun segno, il brano è scritto in tonalità di Do maggiore o nella sua tonalità relativa di La minore. Se nell'armatura in chiave sono presenti, invece, dei diesis o dei bemolli, si può determinare la tonalità d'impianto del brano semplicemente contandoli. Ad esempio, se è segnato un solo diesis (dunque quello all'altezza del Fa), il brano è in tonalità di Sol maggiore o nella sua relativa tonalità di Mi minore.

Osservando una partitura per orchestra o banda, si può notare che gli strumenti traspositori hanno una armatura di chiave diversa da quella reale. Ciò è dovuto al fatto che tali strumenti seguono una convenzione di lettura diversa, e compito del compositore è anche quello di segnare l'armatura in chiave più opportuna per ogni strumento.
| Armatura                | Scala maggiore | Scala minore |
| ----------------------- | -------------- | ------------ |
| Nessun diesis o bemolle | Do maggiore    | La minore    |

| Armatura  | Scala maggiore | Scala minore |
| --------- | -------------- | ------------ |
| 1 bemolle | Fa maggiore    | Re minore    |
| 2 bemolli | Si♭ maggiore   | Sol minore   |
| 3 bemolli | Mi♭ maggiore   | Do minore    |
| 4 bemolli | La♭maggiore    | Fa minore    |
| 5 bemolli | Re♭ maggiore   | Si♭ minore   |
| 6 bemolli | Sol♭ maggiore  | Mi♭ minore   |
| 7 bemolli | Do♭ maggiore   | La♭ minore   |

| Armatura | Scala maggiore | Scala minore |
| -------- | -------------- | ------------ |
| 1 diesis | Sol maggiore   | Mi minore    |
| 2 diesis | Re maggiore    | Si minore    |
| 3 diesis | La maggiore    | Fa♯ minore   |
| 4 diesis | Mi maggiore    | Do♯ minore   |
| 5 diesis | Si maggiore    | Sol♯ minore  |
| 6 diesis | Fa♯ maggiore   | Re♯ minore   |
| 7 diesis | Do♯ maggiore   | La♯ minore   |